# NHL Expansion Draft 1998
Der NHL Expansion Draft 1998 wurde am 26. Juni 1998 von der nordamerikanischen Eishockeyliga NHL durchgeführt. Der Expansion Draft fand statt, da die NHL um ein Team erweitert wurde und der Kader der Nashville Predators mit Spielern gefüllt werden musste.

## Regeln
Die Nashville Predators durften 26 Spieler auswählen, einer aus jedem bereits existierenden Team.
Spieler, die erst ein bzw. zwei Jahre in der NHL spielten, wurden vom Draft ausgeschlossen. Jedes der 26 etablierten Teams durfte entweder einen Torhüter, fünf Verteidiger und neun Stürmer oder zwei Torhüter, drei Verteidiger und sieben Stürmer sperren, sodass sie im Draft nicht ausgewählt werden konnten.
Jedes Team musste mindestens einen Verteidiger und einen Stürmer ungesperrt lassen, der in der Saison 1997/98 mindestens 40 Spiele absolviert hatte. Außerdem mussten die Teams je einen Torhüter ungesperrt lassen, der in der Saison 1997/98 mindestens zehn und seit 1995/96 mindestens 25 bestritten hatte. Durch diese Vorgaben bei den Torhütern sollte verhindert werden, dass die Teams durch Tricks oder Kadermanipulationen, wie es zum Teil im NHL Expansion Draft 1992 der Fall war, sich einen Vorteil verschaffen und keinen erfahrenen Torhüter im Draft zur Verfügung stellen.
Interessant war in diesem Jahr, dass bei vielen Spielern, die die Nashville Predators ausgewählt hatten, zum 1. Juli die Verträge ausliefen und die Spieler freie Mannschaftswahl hatten. Als Entschädigung für jeden Spieler, der das Team bereits vor der ersten Saison verließ, erhielten die Predators zusätzliche Draftpicks im NHL Entry Draft 1999.

## Draft-Ergebnis
Erklärung: T=Torhüter; V=Verteidiger; F=Forward (Stürmer); C=Mittelstürmer; LF=Linker Flügelstürmer; RF=Rechter Flügelstürmer.
Aus Gründen der Ordnung sind die Spieler durchnummeriert, sie müssen jedoch nicht in dieser Reihenfolge ausgewählt worden sein. Die Reihenfolge ist nicht relevant, da die Nashville Predators das einzige Team im Expansion Draft 1999 waren.
| Nr. | Spieler                 | Ursprüngliches Team     |
| --- | ----------------------- | ----------------------- |
| 1.  | Frédéric Chabot (T)     | Los Angeles Kings       |
| 2.  | Mike Dunham (T)         | New Jersey Devils       |
| 3.  | Mike Richter (T)        | New York Rangers        |
| 4.  | Michail Schtalenkow (T) | Mighty Ducks of Anaheim |
| 5.  | Tomáš Vokoun (T)        | Montréal Canadiens      |
| 6.  | Joël Bouchard (V)       | Calgary Flames          |
| 7.  | Bob Boughner (V)        | Buffalo Sabres          |
| 8.  | J. J. Daigneault (V)    | New York Islanders      |
| 9.  | Al Iafrate (V)          | San Jose Sharks         |
| 10. | Uwe Krupp (V)           | Colorado Avalanche      |
| 11. | John Slaney (V)         | Phoenix Coyotes         |
| 12. | Rob Zettler (V)         | Toronto Maple Leafs     |
| 13. | Chris Armstrong (V)     | Florida Panthers        |
| 14. | Blair Atcheynum (RF)    | St. Louis Blues         |
| 15. | Paul Brosseau (F)       | Tampa Bay Lightning     |
| 16. | Doug Brown (RF)         | Detroit Red Wings       |
| 17. | Andrew Brunette (LF)    | Washington Capitals     |
| 18. | Patrick Côté (LF)       | Dallas Stars            |
| 19. | Jeff Daniels (LF)       | Carolina Hurricanes     |
| 20. | Craig Darby (C)         | Philadelphia Flyers     |
| 21. | Doug Friedman (LF)      | Edmonton Oilers         |
| 22. | Tony Hrkac (C)          | Pittsburgh Penguins     |
| 23. | Greg Johnson (C)        | Chicago Blackhawks      |
| 24. | Denny Lambert (LF)      | Ottawa Senators         |
| 25. | Mike Sullivan (C)       | Boston Bruins           |
| 26. | Scott Walker (RF)       | Vancouver Canucks       |

## Absprachen
Damit die Nashville Predators darauf verzichteten, bestimmte ungesperrte Spieler nicht auszuwählen, erhielten sie „Entschädigungen“ von einigen Teams:
- Calgary transferierte Jim Dowd nach Nashville, damit sie keinen Torhüter aus Calgary auswählten
- Chicago transferierte Sergei Kriwokrassow nach Nashville, damit sie Chris Terreri nicht auswählten
- Los Angeles transferierte Kimmo Timonen und Jan Vopat nach Nashville, damit sie Garry Galley nicht auswählten
- Montréal transferierte Sébastien Bordeleau nach Nashville, damit sie Peter Popovic nicht auswählten
- Philadelphia transferierte Dominic Roussel und Jeff Staples nach Nashville, damit sie Paul Coffey nicht auswählten
- San Jose transferierte Ville Peltonen nach Nashville, damit sie Tony Granato nicht auswählten
- St. Louis transferierte Darren Turcotte nach Nashville, damit sie Jamie McLennan nicht auswählten

## Nach dem Draft
Mehrere Spieler, die im Expansion Draft ausgewählt wurden, blieben nach dem Draft nicht lange im Team. Folgende Spieler verließen das Team vor dem Start der Saison 1998/99:
- Mike Sullivan wurde am 30. Juni 1998 für einen Draftpick im NHL Entry Draft 1999 nach Phoenix transferiert
- Uwe Krupp unterschrieb am 7. Juli 1998 einen Vertrag in Detroit
- Tony Hrkac wurde am 9. Juli 1998 für zukünftige Gegenleistungen nach Dallas transferiert
- Doug Brown wurde am 14. Juli 1998 für Petr Sýkora, einen Draftpick im NHL Entry Draft 1999 und zukünftige Gegenleistungen nach Detroit transferiert
- Mike Richter unterschrieb am 15. Juli 1998 einen Vertrag bei den New York Rangers
- Frédéric Chabot wechselte am 20. Juli 1998 nach Los Angeles
- Michail Schtalenkow wurde am 1. Oktober 1998 mit Jim Dowd für Éric Fichaud, Drake Berehowsky und Greg de Vries nach Edmonton transferiert
- Al Iafrate beendete seine Karriere vor Saisonbeginn